# Ергела Карађорђево
Ергела Карађорђево налази се у насељу Карађорђево, недалеко од Бачке Паланке. Ова чувена ергела основана је 1885. године. Данас послује у саставу војне установе Моровић. Осим саме ергеле у комплексу се налазе хиподром, Музеј ергеле и ресторан.
У непосредној близини Ергеле налази се специјални резерват природе Карађорђево, а кроз комплекс пролази Дунавска бициклистичка рута.

## Историја
Ергела Карађорђево основана је 1885. године, када је Аустроугарска монархија започела формирање ергеле и када се бележи почетак узгоја коња на овим просторима. Локација је одабрана због повољног географског положаја, близине реке Дунав и слатинастог земљишта које је изузетно повољно за правилно формирање копита код подмлатка. Земљиште које је богато калцијумом погодно је за производњу луцерке и овса за исхрану коња. У почетку је то била Установа за одгој ждребади која су набављана од приватних одгајивача широм Монархије, основана на око 1000 ха обрадиве површине. Првенствено су доводили мушку ждребад из Мађарске ергеле Међохђеш (Mezchegues). Овде су ждребад одгајана до годину дана, а затим су поново враћана у Мађарску, где су служила у војне сврхе. Ергела је била државно власништво Аустроугарске монархије. Крчењем храстове шуме и изградњом штала као и неколико стамбених објеката 1901. године започело је насељавање овог комплекса. Насеље је добило назив Чикош Телеп, односно Ждребарско насеље. Ергела постаје значајан селекцијиски центар за одабирање расплодних пастува и кобила.
Ергела је била позната по узгоју коња нонијус расе, коња панонске низије који су пре појаве пољопривредних машина били коришћени за радове у пољопривреди, а касније за потребе војске, као товарни и вучни коњи. Од 1921. године ергела је у власништву државе Србије и носи данашњи назив Ергела Карађорђево. Тада започиње и узгој липицанерске расе коња, углавном грла која су долазила из ергела Липица, Ђаково, Липик и из приватног узгоја. Године 1924. године, указом краља Александра Карађорђевића, основано је Државно ловно-шумско добро. Непосредно пре Другог светског рата започет је узгој енглеских пунокрвних коња, спортских грла која се користе за галопске трке. Одмах по завршетку Другог светског рата, већ 1945. године, обновљен је рад овог добра у саставу Владе ФНРЈ, под називом Ловно-шумско пољопривредно добро.
Дана 21. јуна 1973. године дотадашње Ловно-шумско пољопривредно добро дато је на кориштење Југословенској народној армији и добило је назив Војна Установа Карађорђево. Током 70-тих година 20. века у ергели је гајено и 20 грла арапске расе, углавном коња које је тадашњи председник СФРЈ Јосип Броз Тито добијао на поклон. После његове смрти та су грла пребачена у ергеле бивше Југославије, првенствено у Босну и Херцеговину, јер је тамо постојала ергела арпаских коња. Један део је отишао у Словенију, а један у Македонију.

### Ергела данас
Године 2017. у Ергели је, захваљујући донацији из Уједињених Арапских Емирата, поново започет узгој коња арапске расе. Донирано је укупно петнаест грла. Осим осам арапске расе, стигло је и седам грла енглеских пунокрвних коња. Исте године уложена су и значајна средства Министарства одбране у адаптацију свих постојећих капацитета, објеката и хиподрома. Обновљен је и некада традиционални тркачки данн под покривитељством Војске Србије - Куп Војске Србије, који окупља најбоља галопска и касачка грла из Србије и Првомајска фијакеријада у којој учествују најрепрезентативнији представници све популарнијих запрега.
Ергела тренутно узгаја више од стотину грла четири расе коња (нонијуси, арапски коњи, енглески пунокрвни коњи и липицанери), а грла нонијус расе из Ергеле Карађорђево и данас традиционално освајају шампионски пехар Новосадског сајма.
Хиподром Ергеле Карађорђево има травнату стазу за галопске трке дужине 1.300 метара, касачку стазу од 1.000 метара, падок за прескакање препона или такмичење у вожњи запрега и пешчану тренинг стазу за свакодневни тренинг грла. Обновљене трибине могу да приме 500 гледалаца, али се у време манифестација окупи 7 - 8.000 посетилаца.
- Скулптура коња на улазу у комплекс Ергеле
- Улаз у парк испред штала и Музеја
- Парк
- Дрвена кола као украс у парку
- Штале

- Улаз у једну од штала
- Падок са понијима за туристичко јахање за децу
- Један од голубарника у комплексу Ергеле
- Падок за тренинг младих коња
- Најава за традиционалну трку Куп Војске Србије

### Репрезентативни објекат Карађорђево
Остало је забележено да је још 1948. године у Карађорђеву организован дипломатски лов. Вероватно се већ тада увидело да би ваљало један део овог простора са разним врстама ретког биљног и животињског света уредити у репрезентативне сврхе. Зато је 1957. године отпочело уређење комплекса који је данас познат под именом Репрезентативни објекат Карађорђево. Претходно је на том месту постојала само једна мања вила, која је уједно и најстарији објекат у кругу комплекса. Та вила је изграђена између два рата и била је намењена за краћи одмор краљевске породице када се налази на путовању тим делом тадашње државе. Данас се тај објекат користи као административни објекат резиденције. До 1956. ту су биле мочваре. Подручје на којем је изграђена резиденција звало се Букински храстик.
Главна зграда грађена је од 1957. до 1959. а 1957. године, када је Карађорђево дато на кориштење Југословенској народној армији, изграђена је Вила за одмор, изграђен је анекс с базеном, спортским садржајима, сауном и просторијама за масажу. У овој Вили је следеће 23 године главни гост и домаћин био Јосип Броз Тито. Отпочело је исушивање мочвара, изградња вештачких језера, формирање и уређење парковских површина, порибљавање језера и формирање станишта за птице. Уследила је и градња разних помоћних објеката који ће бити у функцији главне виле. Уређен је и направљен комплекс са комплетном инфраструктуром, који је до данас остао затворен за јавност. Комплекс је уређен тако да га није лако наћи, а у њега се и не улази без посебне дозволе. До сада су га користили само Јосип Броз (66 пута) и његови следбеници у неколико наврата. Ту су, поред осталих боравили Леонид Брежњев, Сантијаго Кариљо, принц Нородом Сиханук и други светски државници.
Репрезентативни објекат Карађорђево обухвата комплекс чија је укупна површина 436 хектара, од чега 275 ха заузима шума, 130 ха оранице и ливаде, 5 ха парк и 26 ха водене површине. Осим главне резиденције, Виле за одмор и најстарије мале виле краљевске породице, резиденција садржи и следеће објекте: Бачку кућу или Чарду, изграђену 1976. године, кућу на води, ветрењачу, вински подрум, технички блок (гаража, сервис...), мини зоолоски врт, простор за пикник са пратећим садржајем (роштиљ, фуруна и друга неопходна опрема), објекат за стражу, монтажни објекат за јединицу јачине батаљона (коришћен док је Тито био жив, после тога веома ретко), затворени базен у склопу главне резиденције, спортске терене и хелиодром. У парку је засађено више од 100 врста дрвећа из целог света, а кроз парк и поред 16 вештачких језера кривуда 10-ак километара дуга стаза за шетање.
Године 1991. у Репрезентативном објекту Карађорђево састали су се бивши председници Србије и Хрватске, Слободан Милошевић и Фрањо Туђман.

## Музеј ергеле
Музеј ергеле је отворен 1983. године. У њему се чувају успомене од оснивања, бројни пехари које су освојила грла ове Ергеле у претходних неколико деценија, потковице и друга признања која сведоче о успешности одгоја коња на овој ергели. У музеју се чува и мноштво фотографија на којима су наступи грла галопера и препонаша, фотографије шампионских грла из 1971. и 1972. године са такмичења у Београду, припреме за Дипломатски лов и сцене из самог лова, као и фотографија на којој је забележена посета наше делегације британској краљици Елизабети.
Највреднији експонати су они из времена када је ту долазио председник Јосип Броз. У Музеју су санке које је искључиво он користио за време традиционалног Дипломатског лова, 22. децембра на Дан армије. Такође се могу видети и Брозов фијакер од ораховог дрвета, фијакер у којем су се возили његови гости, као и онај рађен за такмичарски четворопрег ергеле из 1974. године у Лондону. Том приликом је председник Тито енглеској краљици Елизабети II поклонио пар липицанера и амове из сарачке радионице Ђуран из Сомбора.
Музеј чува и матичне књиге грла са почетка 20. века, као и књигу утисака за коју се претпоставља да је најстарија у Србији. Оотворена је 1927. године. Отворена је 1. јуна 1924. године као уписница посетилаца, а недавно је у њој исписан последњи лист и отворена је нова.
- Улаз у Музеј
- Ентеријер Музеја
- Титове санке
- Кочије за Титове госте
- Четворопрег из 1974
- Трофеји и фотографије

## Туризам
Ергела Карађорђево једна је од најзначајнијих туристичких атракција Бачке паланке. Посетиоци могу уживати у јахању, вожњи фијакером кроз прелепу природу Специјалног резервата природе Карађорђево, или у обиласку Музеја ергеле. У саставу ергеле се налази и хиподром на коме се традиционално одржавају коњичке трке. Зато управа ергеле Карађорђево настоји да осим поменутих Купа Војске Србије и Првомајске фијакеријаде, установи до два догађаја месечено, која би у потпуности оживела и саму ергелу и читав овај бајковито чудесан простор који поседује све елементе конкуретног туристичког производа.
Кроз Ергелу пролази и Дунавска бициклистичка рута, која пружа могућност вишесатне вожње бициклом кроз Специјални резерват природе Карађорђево.
У својој понуди Ергела Карађорђево нуди занимљиве туристичке програме који обухватају разне активности. Због присуства ретких биљних и животињских врста, један део Карађорђева је проглашен Специјалним резерватом природе. Ловиште Карађорђево пружа могућност лова на јелена, дивљу свињу, срнећу дивљач, муфлона, фазана, зеца, дивљу гуску и дивљу патку. За ту сврху ловцима су на располагању фијакери, санке, чамци, теренска возила и друга опрема. Организује се обилазак тврђаве Бач и манастира Бођани и пикник у центру Врањак. Гостима је на располагању ловачка кућа Дијана, ловачки центар Врањак, а ресторан Карађорђево нуди богат избор јела војвођанске кухиње са специјалитетима од дивљачи и рибе.